# Cristián Gómez
Cristián Alejandro Gómez Chandía (Coquimbo, 4 gennaio 1978) è un ex calciatore cileno, di ruolo difensore.